# Wijken en buurten in de gemeente Kessel
De Nederlandse gemeente Kessel werd tot herindeling van 1 januari 2010 voor statistische doeleinden onderverdeeld in wijken en buurten.
De enige officiële kernen binnen de gemeente waren Kessel en het van oudsher bijbehorende Kessel-Eik. Ook de gehuchten Het Broek, Hout, Donk en Oijen behoorden tot de gemeente Kessel.
De gemeente werd verdeeld in de volgende statistische wijken:
- Wijk 00 (CBS-wijkcode:092900)

Een statistische wijk kan bestaan uit meerdere buurten. Onderstaande tabel geeft de buurtindeling met kentallen volgens het Centraal Bureau voor de Statistiek (2008):
| CBS-buurtcode | Buurtnaam                   | Inwonertal | Opp. totaal (ha) | Opp. land (ha) | Ligging                |
| ------------- | --------------------------- | ---------- | ---------------- | -------------- | ---------------------- |
| BU09290000    | Kessel                      | 3020       | 257              | 234            | Locatie in de gemeente |
| BU09290003    | Kesseleik                   | 740        | 208              | 191            | Locatie in de gemeente |
| BU09290004    | Hout en Oijen               | 200        | 364              | 336            | Locatie in de gemeente |
| BU09290008    | Verspreide huizen Kessel    | 240        | 782              | 763            | Locatie in de gemeente |
| BU09290009    | Verspreide huizen Kesseleik | 80         | 600              | 585            | Locatie in de gemeente |